# تريفور أتكينسون
تريفور أتكينسون (بالإنجليزية: Trevor Atkinson)‏ (23 نوفمبر 1942 في المملكة المتحدة - 31 أكتوبر 1992) هو لاعب كرة قدم بريطاني في مركز الدفاع. لعب مع سبنيمور يونايتد ‏ ونادي برادفورد بارك أفنيو ودارلينجتون إف سى.